# Port Protection
Port Protection  est une localité d'Alaska (CDP) aux États-Unis dans la région de recensement de Prince of Wales - Outer Ketchikan dont la population était de 54 habitants en 2011.

## Situation - climat
Elle est située à l'extrémité nord de l'île du Prince-de-Galles, à 230 km (143 mi) de Juneau et à 80 km (50 mi) à l'ouest de Wrangell à l'intérieur de la Forêt nationale de Tongass.
Les températures vont de 0 °C (−0 °C) à 6 °C (6,1 °C) en janvier et de 9 °C (8,9 °C) à 17 °C (17,2 °C) en juillet.

## Histoire  et économie locale
Wooden Wheel Johnson a été le premier habitant de l'endroit, en 1900. Il avait ouvert un magasin, un poste de ravitaillement en carburant, et un commerce de poisson, ce qui permettait aux voyageurs de se ravitailler quand ils traversaient la région. En 1946, Laurel Buckshot Woolery ouvrit à son tour un comptoir, et une poissonnerie. En 1950, un entrepôt a été érigé dans le but d'en faire une conserverie de crevettes, mais il est toujours resté vide, le projet ne s'étant jamais concrétisé. Laurel Woolery a fermé son comptoir en 1973.
Actuellement la localité reste une communauté de pêcheurs, il n'y a pas de routes, et les habitations sont toutes concentrées sur le bord de mer.
L'activité y est uniquement saisonnière.

## Démographie
| 1990 | 2000 | 2010 | - | - | - |
| ---- | ---- | ---- | - | - | - |
| 62   | 63   | 48   | - | - | - |

## Sources et références
- (en) CIS

- (en) Cet article est partiellement ou en totalité issu de l’article de Wikipédia en anglais intitulé « Port Protection, Alaska » (voir la liste des auteurs).

1. ↑  « Statistiques des États-Unis (Alaska) - Profils des communautés de 2010 » (consulté en octobre 2020)